# Lingue per numero di parlanti madrelingua
La seguente tabella indica le lingue per numero di parlanti  madrelingua e si basa su dati provenienti dalla pubblicazione Ethnologue. Svariate stime di lingue minori si riferiscono ad anni precedenti il 2010. Tutte le stime più aggiornate invece sono riprese da Ethnologue, 2021 (24ª edizione), 2020 (23ª edizione) e 2019 (22ª edizione). Sono state considerate le prime 105 lingue parlate nel mondo ordinate per numero di madrelingua (L1) e indicando ove presenti il totale dei parlanti. Le altre statistiche presentano i parlanti totali.
Secondo Worldometer, al dicembre 2020 la popolazione mondiale era poco più di 7,834 miliardi di persone (oltre 7 834 000 000 persone) e ha raggiunto gli 8 miliardi nel 2022.

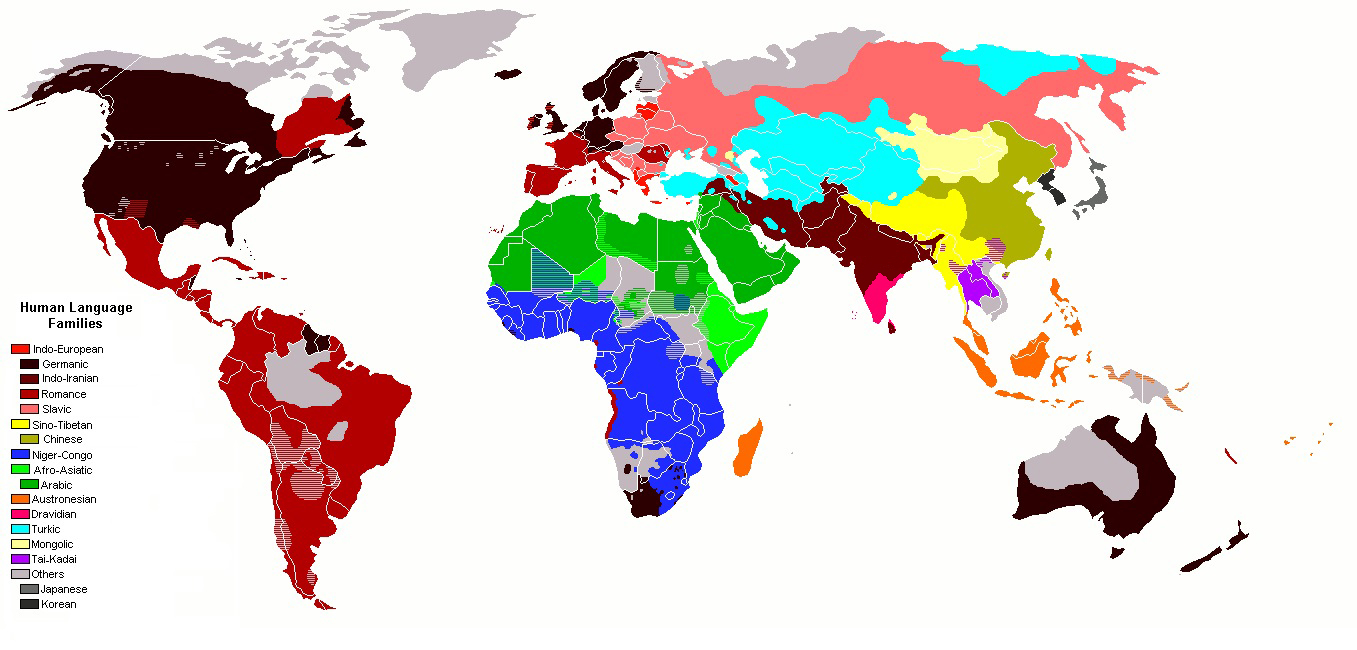
Mappa della distribuzione linguistica nel mondo

Sotto, un'altra tabella riassume le lingue per numero di parlanti totali al 2022 (Ethnologue, 2022).

## Lingue per numero di parlanti madrelingua (L1)
| #   | Lingua | Stati principali in cui viene parlata come madrelingua | Madrelingua (L1) (milioni) |
| --- | --- | --- | --- |
| 1   | Cinese mandarino (incluso il cinese moderno standard)                                                                                 | Cina, Taiwan, Malaysia, Singapore, Indonesia, Canada, Stati Uniti d'America | 921,2 (2021) |
| 2   | Spagnolo | Spagna, Messico, Stati Uniti d'America, Colombia, Argentina, Venezuela, Perù, Paraguay, Cile, Cuba, Ecuador, Repubblica Dominicana, El Salvador, Honduras, Belize, Guatemala, Nicaragua, Bolivia, Porto Rico, Costa Rica, Uruguay, Panama, Guinea Equatoriale, Andorra | 471,4 (2021) |
| 3   | Inglese | Stati Uniti d'America, Nigeria, Regno Unito, Canada, Australia, Sudafrica, Nuova Zelanda, Kenya, Irlanda, Gambia, Zimbabwe, Trinidad e Tobago, Barbados, Singapore, Namibia, Sri Lanka, Liberia, Bermuda, Papua Nuova Guinea, Zambia, Giamaica, Malawi, Malta, Hong Kong, Cina, India, Ghana | 369,9 (2021) |
| 4   | Hindi | India, Pakistan, Bangladesh, Arabia Saudita, Sudafrica, Figi, Guyana, Mauritius | 342,2 (2021) |
| [5] | Arabo standard (è sostanzialmente l'arabo classico, cioè la lingua fuṣḥa del Corano; è usata nella maggior parte dell'editoria araba) | Egitto, Algeria, Marocco, Iraq, Sudan, Yemen, Arabia Saudita, Siria, Tunisia, Libia, Giordania, Libano, Mauritania, Palestina, Israele, Oman, Emirati Arabi Uniti, Kuwait, Ciad, Bahrein, Niger, Qatar | 274 (2020) [cifra problematica: la L1 è di solito il dialetto locale, mentre l'arabo standard è una lingua prevalentemente scritta e formale appresa nella scuola] |
| 5   | Portoghese | Brasile, Portogallo, Angola, Mozambico, Uruguay (Portuñol), Capo Verde, São Tomé e Príncipe, Guinea Equatoriale, Guinea-Bissau, Macao (Cina), Goa (India), Timor Est | 232,4 (2021) |
| 6   | Bengali (bengalese) | Bangladesh, India, Emirati Arabi Uniti, Arabia Saudita | 228,7 (2021) |
| 7   | Russo | Russia, Ucraina, Kazakistan, Uzbekistan, Kirghizistan, Bielorussia, Moldavia, Azerbaigian, Israele, Georgia, Turkmenistan, Tagikistan, Armenia | 153,7 (2021) |
| 8   | Giapponese (nihongo) | Giappone, Filippine, Corea del Sud, Russia, Stati Uniti d'America, Brasile | 126,3 (2021) |
| 9   | Yue (famiglia cantonese) | Cina (Guangdong), Hong Kong, Macao, Singapore | 84,9 (2021) |
| 10  | Marathi | India | 83,1 (2021) |
| 11  | Punjabi occidentale (lahnda) | Pakistan, India | 82,8 (2020) |
| 12  | Telugu | India | 82,6 (2021) |
| 13  | Turco | Turchia, Germania, Bulgaria, Macedonia del Nord, Cipro, Grecia, Azerbaigian, Francia | 82,2 (2021) |
| 14  | Coreano (hangugo) | Corea del Sud, Corea del Nord, Cina, Kazakistan | 82 (2021) |
| 15  | Wu | Cina | 81,7 (2021) |
| 16  | Francese | Francia, Canada, Belgio, Stati Uniti d'America, Svizzera, Algeria, Marocco, Nuova Caledonia, Libano, Gabon, Italia (Valle d'Aosta), Mauritius, Seychelles, Repubblica Democratica del Congo, Repubblica del Congo, Madagascar, Costa d'Avorio, Principato di Monaco, Benin, Gibuti, Polinesia francese, Lussemburgo, Tunisia, Mali, Repubblica Centrafricana, Vanuatu, Niger, Saint-Pierre e Miquelon, Ciad, Togo, Senegal, Camerun, Mauritania, Burkina Faso, Guinea | 79,6 (2021) |
| 17  | Tamil | India, Sri Lanka, Malaysia, Singapore, Mauritius | 77,5 (2021) |
| 18  | Tedesco | Germania, Austria, Svizzera, Liechtenstein, Belgio (Eupen-Malmedy), Lussemburgo, Italia (Alto Adige), Messico, Togo, Camerun, Tanzania, Argentina, Brasile, Russia, Stati Uniti d'America, Polonia, Papua Nuova Guinea, Australia | 76,6 (2021) |
| 19  | Vietnamita | Vietnam | 76,1 (2021) |
| 20  | Urdu | India, Pakistan, Bangladesh, Arabia Saudita, Bahrein, Qatar, Emirati Arabi Uniti, Oman | 69 (2021) |
| 21  | Giavanese (basa jawa) | Indonesia | 68,3 (2020) |
| 22  | Lingua araba egiziana | Egitto | 67,8 (2020) |
| 23  | Italiano | Italia, Albania, Argentina, Australia, Austria, Belgio, Brasile, Canada, Cile, Città del Vaticano, Costa Rica, Croazia, Eritrea, Etiopia, Francia, Germania, Grecia, Israele, Libia, Liechtenstein, Macedonia del Nord, Malta, Messico, Montenegro, Paraguay, Perù, Principato di Monaco, Romania, San Marino, Slovenia, Somalia, Stati Uniti d'America, Svizzera, Tunisia, Uruguay, Venezuela                                                                        | 64,8 (2021) |
| 24  | Gujarati | India | 56,9 (2021) |
| 25  | Persiano (Iran) ("farsi/parsi" è il nome di un'etnia)                                                                                 | Iran (non in Afghanistan, Tagikistan) | 56,3 (2021) |
| 26  | Bhojpuri | India, Nepal, Mauritius | 52,3 (2021) |
| 27  | Serbo-croato (serbo, croato, bosniaco e montenegrino)                                                                                 | Serbia, Croazia, Bosnia, Montenegro | 50 (2024) |
| 27  | Yoruba | Nigeria, Benin | 50 (2020) |
| 28  | Hausa | Nigeria, Niger, Sudan, Ciad, Camerun, Repubblica Centrafricana | 48,6 (2021) |
| 29  | Min nan | Taiwan, Cina, Malaysia, Indonesia, Singapore | 48,4 (2021) |
| 30  | Hakka | Cina | 47,8 (2019) |
| 31  | Indonesiano (bahasa indonesia) | Indonesia, Malaysia, Singapore | 43,6 (2021) |
| 32  | Kannada | India | 43,6 (2021) |
| 33  | Pashto ("pashtun" è il nome del popolo)                                                                                               | Pakistan, Afghanistan | 40 (Encyclopedia of Language and Linguistics [2 ed.], 2005) |
| 34  | Polacco | Polonia, Bielorussia, Repubblica Ceca, Germania, Ungheria, Israele, Lituania, Romania, Slovacchia, Ucraina | 39,7 (2019) |
| 35  | Amarico | Etiopia, Egitto, Israele | 32,3 (2021) |
| 36  | Xiang (hunanese) | Cina | 37,3 (2019) |
| 37  | Malayalam (malayāḷaṁ) | India, Emirati Arabi Uniti, Malaysia, Singapore | 37,1 (2019) |
| 38  | Oromo | Etiopia | 37 (2018) |
| 39  | Maithili | India, Nepal | 33,9 (2019) |
| 40  | Oriya (odia) | India | 34,5 (2019) |
| 41  | Sondanese | Indonesia | 32,4 (2019) |
| 42  | Birmano | Birmania, Bangladesh | 32,9 (2019) |
| 43  | Sindhi | Pakistan, India | 32 (2017) |
| 44  | Curdo | Iraq, Turchia, Iran, Siria | 30 (2010 circa) |
| 45  | Ucraino | Ucraina, Russia, Polonia, Moldavia | 27,3 (2019) |
| 46  | Igbo | Nigeria | 27 (2019) |
| 47  | Uzbeco | Uzbekistan, Afghanistan, Tagikistan, Kirghizistan, Kazakistan, Turkmenistan, Russia | 27 (2015) |
| 48  | Rumeno | Romania, Moldavia, Serbia, Ucraina, Ungheria | 24-26 (2016) |
| 49  | Azero | Iran, Azerbaigian, Turchia, Russia, Georgia, Iraq, Armenia | 24 (2019) |
| 50  | Filippino (tagalog) (la varietà standard si chiama invece "filipino")                                                                 | Filippine | 23,8 (2019) |
| 51  | Olandese | Paesi Bassi, Belgio, Suriname | 23,1 (2019) |
| 52  | Fula (fulani) | Senegal, Nigeria, Niger, Mali, Camerun, Benin, Ciad | 22,5 (2018 circa) |
| 53  | Gan | Cina | 22 (2018) |
| 54  | Thailandese | Thailandia | 20,7 (2021) |
| 55  | Malgascio | Madagascar | 25 (2015) |
| 57  | Magahi | India | 20,7 (2011) |
| 58  | Rajasthani standard | India | 18 (2001) |
| 59  | Swahili | Kenya, Tanzania, congo DRC, Rwanda, Burundi | 16,6 (2021) |
| 60  | Khmer (cambogiano) | Cambogia | 16,6 (2019) |
| 61  | Chhattisgarhi | India | 16,3 (2019) |
| 62  | Somalo | Somalia | 16,2 (2019) |
| 63  | Cebuano | Filippine | 16,1 (2019) |
| 64  | Haryanvi | India | 16 (Ethnologue) |
| 65  | Nepalese (nepali) | Nepal, India, Bhutan | 15,8 (2019) |
| 66  | Singalese | Sri Lanka, Maldive | 15,3 (2019) |
| 67  | Assamese | India, Bhutan | 15,3 (2019) |
| 68  | Rangpuri (rajbashi) | Bangladesh | 15 (2007) |
| 69  | Zhuang | Cina | 16 (2007) |
| 70  | Chittagonian | Bangladesh | 16 (2007) |
| 71  | Greco | Grecia, Cipro | 13,1 (2019) |
| 72  | Kazako | Kazakistan | 12,9 (2019) |
| 73  | Deccan | India | 12,8 (2019) |
| 74  | Ungherese | Ungheria, Romania, Slovacchia, Serbia | 12,6 (2019) |
| 75  | Kinyarwanda (orunyarwanda) | Ruanda | 12,1 (2019) |
| 76  | Zulu | Sudafrica | 12,1 (2019) |
| 77  | Min bei | Cina | 11 (2019) |
| 78  | Shona | Zimbabwe | 10,8 (2007 circa) |
| 79  | Sylheti | Bangladesh | 10,5 (Ethnologue) |
| 80  | Ceco | Repubblica Ceca | 10,7 (2019) |
| 81  | Uiguro | Cina | 10,4 (2019) |
| 82  | Min Dong | Cina | 10,3 (2019) |
| 83  | Chichewa (nyanja) | Malawi | 10 (Ethnologue) |
| 84  | Kanauji | India | 9,5 (Ethnologue) |
| 85  | Quechua | Perù, Bolivia, Ecuador | 9 (Ethnologue) |
| 86  | Svedese | Svezia, Finlandia | 9 (Ethnologue) |
| 87  | Akan | Ghana | 8,5 (Ethnologue) |
| 88  | Bulgaro | Bulgaria, Moldavia | 8 (Ethnologue) |
| 89  | Xhosa (isiXhosa) | Sudafrica | 8 (Ethnologue) |
| 90  | Marwari | India, Pakistan | 7,8 (2011) |
| 91  | Turkmeno | Turkmenistan | 7,5 (Ethnologue) |
| 92  | Creolo haitiano | Haiti | 7,5 (Ethnologue) |
| 93  | Madurese | Indonesia | 7 (Ethnologue) |
| 94  | Baluchi | Pakistan | 7 (Ethnologue) |
| 95  | Ilocano | Filippine | 7 (Ethnologue) |
| 96  | Varhadi-nagpuri | India | 7 (Ethnologue) |
| 97  | Gikuyu | Kenya | 6,5 (Ethnologue) |
| 98  | Konkani | India | 6 (Ethnologue) |
| 99  | Armeno | Armenia | 6 (Ethnologue) |
| 100 | Danese | Danimarca, Groenlandia | 6 (2019) |
| 101 | Finlandese | Finlandia | 5,5 (Ethnologue) |
| 102 | Ebraico moderno (Non è ebraico biblico)                                                                                               | Israele | 5,5 (Ethnologue) |
| 103 | Tataro | Tatarstan (Russia) | 5,5 (Ethnologue) |
| 104 | Slovacco | Slovacchia | 5,5 (Ethnologue) |
| 105 | Catalano | Catalogna (Spagna), Andorra, Francia, Italia | 5,5 (Ethnologue) |

## Lingue più parlate al mondo per numero di parlanti totali (Ethnologue, 2022, 25ª edizione)
Le 45 lingue più parlate al mondo mettendo insieme i parlanti madrelingua e non-madrelingua al 2022, secondo Ethnologue 2022 (25ª edizione) sono:
| #  | Lingua | Parlanti totali                                                |
| -- | --- | -------------------------------------------------------------- |
| 1  | Inglese | 1,452 miliardi                                                 |
| 2  | Cinese mandarino (incluso il cinese moderno standard)                                                                        | 1,118 miliardi (tutta la lingua cinese: 1,3 miliardi nel 2019) |
| 3  | Hindi | 602,2 milioni                                                  |
| 4  | Spagnolo | 548,3 milioni                                                  |
| 5  | Francese | 274,1 milioni                                                  |
| 6  | Arabo standard (sostanzialmente è l'arabo classico, quello del Corano, usato prevalentemente come lingua scritta e formale.) | 274 milioni                                                    |
| 7  | Bengali / bengalese | 272,7 milioni                                                  |
| 8  | Russo | 258,2 milioni                                                  |
| 9  | Portoghese | 257,7 milioni                                                  |
| 10 | Urdu | 231,3 milioni                                                  |
| 11 | Indonesiano / bahasa Indonesia                                                                                               | 199 milioni                                                    |
| 12 | Tedesco | 134,6 milioni                                                  |
| 13 | Giapponese | 125,4 milioni                                                  |
| 14 | Pidgin nigeriano | 120,7 milioni                                                  |
| 15 | Marathi | 99,1 milioni                                                   |
| 16 | Telugu | 95,7 milioni                                                   |
| 17 | Turco | 88,9 milioni                                                   |
| 18 | Tamil | 86,4 milioni                                                   |
| 19 | Lingua yue / lingua cantonese                                                                                                | 85,6 milioni                                                   |
| 20 | Vietnamita | 85,3 milioni                                                   |
| 21 | Tagalog (escluso il filipino)                                                                                                | 82,3 milioni                                                   |
| 22 | Lingua wu (incluso il dialetto shanghainese)                                                                                 | 81,8 milioni                                                   |
| 23 | Coreano | 81,7 milioni                                                   |
| 24 | Persiano iraniano (farsi) | 77,4 milioni                                                   |
| 25 | Hausa | 77,1 milioni                                                   |
| 26 | Lingua araba egiziana | 74,1 milioni                                                   |
| 27 | Swahili (kiswahili) | 71,4 milioni                                                   |
| 28 | Giavanese | 68,3 milioni                                                   |
| 29 | Italiano | 67,9 milioni                                                   |
| 30 | Punjabi occidentale (lahnda)                                                                                                 | 66,4 milioni                                                   |
| 31 | Gujarati | 62 milioni                                                     |
| 32 | Thailandese | 60.7 milioni                                                   |
| 33 | Kannada | 58,6 milioni                                                   |
| 34 | Amarico | 57,5 milioni                                                   |
| 35 | Bohjpuri | 52,5 milioni                                                   |
| 36 | Punjabi orientale | 51,7 milioni                                                   |
| 37 | Minnan | 49,7 milioni                                                   |
| 38 | Jin | 47,1 milioni                                                   |
| 39 | Yoruba | 45,6 milioni                                                   |
| 40 | Hakka | 44,1 milioni                                                   |
| 41 | Birmano | 43 milioni                                                     |
| 42 | Arabo sudanese | 42,3 milioni                                                   |
| 43 | Polacco | 40,6 milioni                                                   |
| 44 | Arabo algerino | 40,3 milioni                                                   |
| 45 | Lingala | 40,3 milioni                                                   |

## Ipotesi sulle lingue più parlate nel futuro (2100)
La linguista Colette Grinevald stima che il 50% delle lingue sparirà entro il 2100. In certe regioni, c'è la possibilità che ciò arrivi al 90% (come in Australia e America).  Quindi, entro il 2100, in base ai dati di Ethnologue 2022 (conta 7151 lingue), dovrebbero rimanere circa 3575 lingue parlate dalla popolazione mondiale, ognuna con una diffusione sbilanciata rispetto all'altra (tuttora la distribuzione delle lingue ha l'andamento di una curva a campana in statistica: poche lingue sono molto parlate e molte lingue sono di minoranza). Secondo Ethnologue 2022, il 40% delle 7151 lingue è in pericolo perché hanno meno di 1000 parlanti; solo 23 lingue da sole coprono il 50% della popolazione mondiale nel 2022, mentre le 200 lingue più diffuse ne coprono oltre l'88%.
Colette Grinevald (2006) stimava che nel 2100 le 7 maggiori lingue sarebbero state :
- inglese, come lingua per il commercio e gli scambi scientifici (alcuni epicentri storici in cui era ed è molto diffusa sono in Inghilterra, America del Nord, Australia e Nuova Zelanda).
- cinese moderno standard (fa parte della varietà mandarina e si scrive usando i sinogrammi) (epicentro: Repubblica Popolare Cinese)
- hindi, in Asia (epicentro: India).
- spagnolo, in gran parte dell'America Latina e nel Stati Uniti meridionali (epicentro storico: Spagna)
- arabo, in Nordafrica e in Medioriente; quest'ultimo è l'epicentro storico. L'arabo, suddiviso in dialetti[5], ha una versione moderna standard costituita sostanzialmente dall'arabo classico adattato al mondo moderno.
- wolof, in Africa occidentale (epicentro: Senegal).
- swahili, in Africa orientale (epicentri: Tanzania, Kenya, Uganda e Ruanda).

Tutte le lingue elencate tranne una (wolof) sono tra le 20 più parlate al mondo secondo Ethnologue 2022 (il wolof ha 12,3 milioni di parlanti totali) e, sempre eccetto il wolof e lo swahili (71,4 milioni di parlanti totali al 2022), hanno centinaia di milioni di parlanti totali.
Non vengono menzionati il russo (Eurasia, una delle sei lingue ufficiali dell'ONU), il francese (Europa e vari paesi nel mondo), il tedesco (Europa), il portoghese (Europa e America del Sud), l'indonesiano (in Indonesia c'è una forte presenza di musulmani e si tende a parlare la varietà locale di indonesiano o il giavanese), il giapponese e il bengali (tutte lingue dell'Asia). L'urdu (Asia), di base, non è menzionato ma ha una forte somiglianza con l'hindi, al punto che esiste un registro che li unifica (hindustani). Le lingue autoctone della Nigeria (hausa e yoruba) non sono prese in considerazione (ma in Nigeria, di religione cristiana e islamica, si parlano anche inglese, francese e arabo).

## Le 10 nazioni più popolose nel 2100 secondoThe Lancet(2020) e lingue principali parlate
| # 2100 | Paese     | Popolazione al 2100 | Popolazione al dicembre 2020 |
| ------ | --------- | ------------------- | ---------------------------- |
| 1      | India     | 1,09 miliardi       | 1,370 miliardi               |
| 2      | Nigeria   | 791 milioni         | 208 milioni                  |
| 3      | Cina      | 732 milioni         | 1,405 miliardi               |
| 4      | USA       | 336 milioni         | 330 milioni                  |
| 5      | Pakistan  | 248 milioni         | 220 milioni                  |
| 6      | Congo     | 246 milioni         | 101 milioni                  |
| 7      | Indonesia | 229 milioni         | 269 milioni                  |
| 8      | Etiopia   | 223 milioni         | 100 milioni                  |
| 9      | Egitto    | 199 milioni         | 101 milioni                  |
| 10     | Tanzania  | 186 milioni         | 57 milioni                   |

I dati sono presi da statistiche risalenti a dicembre 2020 ma quelli dell'Indonesia, Tanzania, Pakistan e RDC risalgono al luglio 2020. Tutti questi dati sono soggetti a fluttuazioni, che, in casi straordinari, possono anche essere non trascurabili.
L'articolo su the Lancet cita che il Brasile, Bangladesh, Russia, e Giappone, tra i più popolosi nel 2017, subiranno un crollo della popolazione (in particolare, il Giappone è uno di quei paesi che subirà almeno un dimezzamento della popolazione). La Nigeria subirà un incremento demografico record dal 2017 e entro il 2100 del 765%, seguita dal Chad, Sud Sudan, Samoa e Mali. Eccetto per l'arcipelago delle Samoa, in Polinesia (Oceania), sono tutti paesi dell'Africa. L'Italia, che è scesa sotto i 60 milioni di persone nel 2021, entro il 2100 subirà un dimezzamento a poco più di 30 milioni. Secondo The Lancet, India, Nigeria e Cina avranno la più vasta forza lavoro al mondo, seguite dagli Stati Uniti.

## Altre stime

### Stime ONU (2007)
Tra le grandi lingue internazionali solo tre sono parlate in almeno un territorio in ciascuno dei cinque continenti: l'inglese, il francese, il portoghese. Inglese e francese sono anche le prime due lingue per numero di paesi di cui costituiscono lingua ufficiale (rispettivamente 53 e 30) sia per diffusione nell'insegnamento. Sono inoltre le due lingue ufficiali di lavoro presso l'ONU. Fonti ONU, UNESCO, NATO, CIO, CIA, WCD, CIRC 2007 tra le varie stimano che le prime lingue per numero di parlanti (madrelingua e seconda lingua) siano le seguenti:
1. Inglese 1,300 miliardi
2. Cinese 1,200 miliardi
3. Spagnolo 550 milioni
4. Francese 500 milioni
5. Hindi 486 milioni
6. Arabo 400 milioni
7. Portoghese 365 milioni
8. Giapponese 290 milioni
9. Russo 285 milioni
10. Malese-indonesiano 260 milioni
11. Bengalese 210 milioni
12. Tedesco 190 milioni
13. Italiano 126 milioni (75 milioni come lingua madre più 51 milioni come seconda lingua)[7]

### Secondo appartenenza ad un popolo
Questa lista si basa sui dati dell'appartenenza ai soli nativi madrelingua, analisi del 2007:
1. Cinese, almeno 1000 milioni
2. Inglese, 920 milioni
3. Hindi, 570 milioni
4. Spagnolo, 390 milioni
5. Arabo, 323 milioni
6. Francese, 274 milioni
7. Indonesiano, almeno 260 milioni
8. Portoghese, circa 203 milioni
9. Bengalese, 185 milioni
10. Russo, 170 milioni
11. Giapponese, 122 milioni
12. Tedesco, 120 milioni
13. Coreano, 67 milioni
14. Vietnamita, 67 milioni
15. Italiano, 63 milioni
16. Polacco, quasi 50 milioni

### Stime di Ethnologue (2005)
La seguente tabella si basa sui dati provenienti dalla 15ª edizione di Lingue del mondo pubblicata da Ethnologue nel 2005.
In merito alla validità dei dati seguenti, si invita a verificare la relativa spiegazione sulla fonte, contenuta nella voce Ethnologue.
Molte delle stime si riferiscono ad anni precedenti il 2005.
Sono state considerate le lingue con almeno 20 milioni di parlanti (madrelingua L1 più seconda lingua L2).
| Posizione ISO 639-3 | Lingua           | Nazioni e/o regioni con più dell'1% di madrelingua | Madrelingua (milioni) | Seconda lingua (milioni) | Totale (milioni) |
| ------------------- | ---------------- | --- | --------------------- | ------------------------ | ---------------- |
| 1.(eng)             | Inglese          | Australia, Belize, Botswana, Brunei, Camerun, Canada, Eritrea, Etiopia, Figi, Gambia, Guyana, Hong Kong (Cina), India, Israele, Lesotho, Liberia, Malaysia, Namibia, Nauru, Nuova Zelanda, Palau, Papua Nuova Guinea, Filippine, Repubblica d'Irlanda, Samoa, Seychelles, Sierra Leone, Singapore, Isole Salomone, Somalia, Stati Federati di Micronesia, Sudafrica, Suriname, Swaziland, Tonga, Regno Unito, Stati Uniti d'America, Vanuatu, Zimbabwe                     | 525                   | 1 800                    | 2 325            |
| 2.(cmn)             | Cinese mandarino | Brunei, Cambogia, Canada, Cina, Indonesia, Malaysia, Mongolia, Filippine, Singapore, Sudafrica, Taiwan, Thailandia | 923                   | 178                      | 1 101            |
| 3.(fra)             | Francese         | Algeria, Andorra, Belgio, Benin, Burkina Faso, Burundi, Cambogia, Camerun, Canada, Ciad, Comore, Repubblica Centrafricana, Repubblica Democratica del Congo, Repubblica del Congo, Gibuti, Francia, Gabon, Guinea, Haiti, Costa d'Avorio, Laos, Libano, Louisiana (Stati Uniti d'America), Lussemburgo, Madagascar, Mali, Mauritania, Principato di Monaco, Marocco, Niger, Ruanda, Senegal, Seychelles, Svizzera, Togo, Tunisia, Valle d'Aosta (Italia), Vanuatu, Vietnam | 425                   | 455                      | 880              |
| 4.(spa)             | Spagnolo         | Andorra, Argentina, Belize, Bolivia, Cile, Colombia, Costa Rica, Cuba, Repubblica Dominicana, Ecuador, El Salvador, Guinea Equatoriale, Guatemala, Honduras, Messico, Nicaragua, Panama, Paraguay, Perù, Spagna, Stati Uniti d'America, Uruguay, Venezuela | 406                   | 220                      | 626              |
| 5.(hin)             | Hindi            | India, Nepal, Singapore, Sudafrica, Uganda, Figi | 384                   | 120                      | 504              |
| 6.(por)             | Portoghese       | Angola, Brasile, Capo Verde, Francia, Guinea-Bissau, Mozambico, Portogallo, Macao (Cina), São Tomé e Príncipe, Timor Est, Sudafrica, Stati Uniti d'America | 300                   | 88                       | 388              |
| 7.(ita)             | Italiano         | Albania, Argentina, Brasile, Canada, Città del Vaticano, Corsica (Francia), Croazia, Eritrea, Etiopia, Francia, Grecia, Italia, Malta, Montenegro, Paraguay, San Marino, Slovenia, Somalia, Stati Uniti d'America, Svizzera, Uruguay | 140                   | 220                      | 360              |
| 8.(rus)             | Russo            | Bielorussia, Cina, Estonia, Israele, Kazakistan, Lettonia, Lituania, Moldavia, Mongolia, Russia, Stati Uniti d'America, Ucraina | 185                   | 160                      | 345              |
| 9.(arb)             | Arabo (standard) | Egitto, Sudan, Algeria, Marocco, Tunisia, Libia, Arabia Saudita, Siria, Giordania, Yemen, Emirati Arabi Uniti, Oman, Iraq, Libano, Qatar, Bahrein, Kuwait, Israele | 236                   | 100                      | 336              |
| 10.(ben)            | Bengalese        | Bangladesh, India, Singapore | 171                   | 40                       | 211              |
| 11.(deu)            | Tedesco          | Alto Adige (Italia), Austria, Belgio, Bolivia, Canada, Repubblica Ceca, Danimarca, Francia, Germania, Ungheria, Kazakistan, Liechtenstein, Lussemburgo, Namibia, Paraguay, Polonia, Romania, Russia, Slovacchia, Svizzera, Stati Uniti d'America | 120                   | 88                       | 208              |
| 12.(jpn)            | Giapponese       | Corea del Sud, Giappone, Isole Marshall, Palau, Sachalin (Russia), Singapore | 162                   | 126                      | 194              |
| 13. (ind)           | Indonesiano      | Indonesia, Malaysia, Singapore | 23                    | 140                      | 163              |
| 14.(tur)            | Turco            | Bulgaria, Cipro, Germania, Grecia, Macedonia del Nord, Romania, Turchia, Uzbekistan | 81                    | 25                       | 106              |
| 15.(urd)            | Urdu             | Afghanistan, India, Mauritius, Pakistan, Sudafrica, Thailandia | 61                    | 43                       | 104              |
| 16.(pnb/pan)        | Punjabi          | India, Pakistan, Kenya, Singapore | 89                    | -                        | 89               |
| 17.(kor)            | Coreano          | Cina, Corea del Nord, Corea del Sud, Giappone, Kazakistan, Sachalin (Russia), Singapore, Vietnam, Stati Uniti d'America, Thailandia, Uzbekistan | 77                    | 1                        | 78               |
| 18.(wuu)            | Cinese wu        | Cina | 77                    | -                        | 77               |
| 19.(jav)            | Giavanese        | Indonesia, Malaysia, Singapore | 76                    | -                        | 76               |
| 20.(tel)            | Telugu           | India, Singapore | 70                    | 5                        | 75               |
| 21.(tam)            | Tamil            | India, Malaysia, Mauritius, Singapore, Sudafrica, Sri Lanka | 66                    | 8                        | 74               |
| 22.(mar)            | Marathi          | India | 68                    | 3                        | 71               |
| 23.(vie)            | Vietnamita       | Cambogia, Cina, Stati Uniti d'America, Vietnam | 67                    | -                        | 67               |
| 24.(tha)            | Thailandese      | Singapore, Thailandia | 20                    | 40                       | 60               |
| 25.(yue)            | Cantonese (yue)  | Brunei, Canada, Cina, Costa Rica, Indonesia, Malaysia, Panama, Filippine, Singapore, Thailandia, Vietnam | 55                    | -                        | 55               |
| 26.(pol)            | Polacco          | Repubblica Ceca, Germania, Israele, Polonia, Romania, Slovacchia | 50                    | -                        | 50               |
| 27.(pbu/pbt/pst)    | Pashtu           | Afghanistan, Pakistan | 20                    | 29                       | 49               |
| 28.(nan)            | Cinese min nan   | Brunei, Cina, Indonesia, Malaysia, Filippine, Singapore, Taiwan, Thailandia | 46                    | -                        | 46               |
| 29.(guj)            | Gujarati         | India, Kenya, Pakistan, Singapore, Sudafrica, Tanzania, Uganda, Zambia, Zimbabwe | 46                    | -                        | 46               |
| 30.(cjy)            | Cinese jinyu     | Cina | 45                    | -                        | 45               |
| 31.(kan)            | Kannada          | India | 35                    | 9                        | 44               |
| 32.(mya)            | Birmano          | Birmania, Bangladesh | 32                    | 10                       | 42               |
| 33.(azb/azj)        | Azero            | Afghanistan, Iran, Iraq, Siria, Turchia | 31                    | 8                        | 39               |
| 34.(hau)            | Hausa            | Benin, Burkina Faso, Camerun, Ghana, Niger, Nigeria, Sudan, Togo | 24                    | 15                       | 39               |
| 35.(ukr)            | Ucraino          | Polonia, Slovacchia, Ucraina, Russia | 39                    | -                        | 39               |
| 36.(hsn)            | Cinese xiang     | Cina | 36                    | -                        | 36               |
| 37.(mal)            | Malayalam        | India, Singapore | 36                    | -                        | 36               |
| 38.(pes/prs)        | Persiano (farsi) | Iran, Iraq, Afghanistan, Oman, Qatar, Tagikistan, Emirati Arabi Uniti | 32                    | -                        | 32               |
| 39.(ori)            | Oriya            | India | 32                    | -                        | 32               |
| 40.(swh)            | Swahili          | Burundi, Comore, Kenya, Ruanda, Repubblica Democratica del Congo, Somalia, Sudafrica, Tanzania, Uganda | 1                     | 29                       | 30               |
| 41.(gaz/hae/gax)    | Oromo            | Etiopia, Kenya | 18                    | 12                       | 30               |
| 42.(hak)            | Cinese hakka     | Brunei, Cina, Malaysia, Taiwan, Thailandia | 30                    | -                        | 30               |
| 43.(sun)            | Sondanese        | Indonesia | 27                    | -                        | 27               |
| 44.(bho)            | Bhojpuri         | India, Mauritius, Nepal | 27                    | -                        | 27               |
| 45.(zul)            | Zulu             | Botswana, Sudafrica, Swaziland, Tanzania, Zimbabwe | 10                    | 15                       | 25               |
| 46.(mai)            | Maithili         | India, Nepal | 25                    | -                        | 25               |
| 47.(ron)            | Rumeno           | Ungheria, Israele, Moldavia, Romania, Serbia, Ucraina | 23                    | -                        | 23               |
| 48.(amh)            | Amarico          | Etiopia | 17                    | 4                        | 21               |
| 49.(snd)            | Sindhi           | Afghanistan, India, Pakistan, Singapore | 21                    | -                        | 21               |
| 50.(yor)            | Yoruba           | Benin, Nigeria | 19                    | 2                        | 21               |
| 51.(mly)            | Malese           | Brunei, Indonesia, Malaysia, Birmania, Singapore, Thailandia | 18                    | 3                        | 21               |
| 52.(gan)            | Cinese gan       | Cina | 21                    | -                        | 21               |
| 53.(awa)            | Awadhi           | India, Nepal | 21                    | -                        | 21               |
| 54.(uzn/uzs)        | Usbeco           | Afghanistan, Cina, Kazakistan, Kirghizistan, Pakistan, Russia, Tagikistan, Turchia, Turkmenistan, Ucraina, Uzbekistan | 20                    | -                        | 20               |
| 55.(ceb)            | Cebuano          | Filippine | 20                    | -                        | 20               |